# Peter Ouaneh
Peter Ouaneh, né le 4 avril 1998 à Kinshasa, est un footballeur français qui évolue au poste de défenseur central au Stade lavallois.

## Biographie

### Débuts et formation
Peter Ouaneh, né le 4 avril 1998 à Kinshasa, débute au CPBB Rennes, puis au Stade rennais FC, et il revient au CPBB Rennes en 2013 et il rejoint en 2014 le FC Lorient ou il évoluera dans un premier temps avec les équipes jeunes du club morbihannais, puis avec l'équipe réserve en National 2, où il dispute un total de 67 matchs pour 4 buts et 1 passe décisive. 
Le 9 mai 2018, Peter signe son premier contrat professionnel avec le FC Lorient.  
Il dispute aussi deux rencontres avec l'équipe première du FC Lorient, le 14 aout 2018 lors du 1er tour de la Coupe de la Ligue contre Valenciennes FC (victoire 1-0) et l'autre le 17 mai 2019 lors de la 38eme journée de la Ligue 2 contre Le Havre AC (victoire 3-2).

### Prêt au Puy Foot
Le 17 octobre 2019, Peter Ouaneh est prêtée au Puy Football sans option d'achat pour une saison.  Le 1er novembre 2019, Ouaneh effectue son premier match avec Le Puy contre le FC Rouen (match nul 0-0) . Il disputera un total de 17 matchs pour 0 but et 1 passe décisives avec le club Altiligériens.

### US Concarneau
Le 26 juin 2020, Peter Ouaneh s'engage avec l'US Concarneau, jusqu'en 2022. Le 21 aout 2020, Ouaneh effectue son premier match avec Les Thoniers contre l'US Avranches (victoire 2-0), le 23 octobre 2020, lors de la 11éme journée de National contre le FBBP 01, il marque son premier but avec l'US Concarneau de la tête sur un corner tiré par son coéquipier Guillaume Gégousse. Il disputera un total de 34 matchs pour 4 buts avec le club Finistérien.

### LB Châteauroux
Le 22 juin 2021, Peter Ouaneh est transférée au LB Châteauroux par l'US Concarneau en National pour 3 saisons. Il fait ses débuts pour le LB Châteauroux le 6 aout 2021, remplaçant Opa Sangante lors d'une victoire 2-0 à domicile en National contre le SO Cholet. Le 16 octobre 2022, lors du 6ème tour de la Coupe de France contre J3 Amilly, Peter Ouaneh inscrit son premier but avec Les Berrichons , (victoire 5-1). Il disputera un total de 47 matchs pour 2 buts et 1 passes décisives avec le club Indriens.

### Stade lavallois
Le 21 juin 2023, Peter Ouaneh est transférée au Stade lavallois par le LB Châteauroux en Ligue 2 pour 3 saisons. Il fait ses débuts pour le Stade lavallois le 5 aout 2023, lors d'une victoire 1-0 à domicile en Ligue 2 contre Angers SCO. Le 25 octobre 2024, lors de la 10ème journée de Ligue 2, Peter sort dès la 8ème minutes de jeu sur blessure il est touché au tendon rotulien, il s’agit d’une blessure majeure, qui devrait le priver des terrains pendant plusieurs mois.

### Parcours en sélection
Peter Ouaneh est international junior français ayant joué pour la France -17 ans, France -18 ans et France -19 ans de 2015 à 2016 pour un total de 10 matchs jouées,. 
Il participe notamment à la Coupe du monde de football des moins de 17 ans en 2015 avec l'équipe de France des -17 ans.

## Palmarès

### Distinctions individuelles
- Equipe type de la saison de National 2020-2021